# Skovlunde Station
Skovlunde Station er en station på Frederikssundbanen, og er dermed en del af Københavns S-togs-netværk.

## Busterminal
Busterminalen består af tre stoppesteder:
- 142 mod Flintholm st.
- 145 mod Malmparken st.
- 834, servicebus for Ballerup Kommune

## Galleri
- Wikimedia Commons har flere filer relateret til Skovlunde Station

- Stationen er udformet med en enkelt midterperron.
- Venteskur på perronen.
- Den overdækkede del af perronen.
- Trappe og elevator.
- Seveneleven foran selve stationen.
- Linje C holder over perrontunnellen.

## Antal rejsende
Ifølge Østtællingen var udviklingen i antallet af dagligt afrejsende med S-tog:
| År   | Antal | År   | Antal | År   | Antal | År   | Antal |
| ---- | ----- | ---- | ----- | ---- | ----- | ---- | ----- |
| 1957 | -     | 1974 | 3.285 | 1991 | 2.778 | 2001 | 2.266 |
| 1960 | -     | 1975 | 3.057 | 1992 | 2.652 | 2002 | 2.263 |
| 1962 | -     | 1977 | 2.760 | 1993 | 2.468 | 2003 | 2.243 |
| 1964 | -     | 1979 | 3.476 | 1995 | 2.557 | 2004 | 2.307 |
| 1966 | -     | 1981 | 3.791 | 1996 | 2.486 | 2005 | 2.098 |
| 1968 | 2.826 | 1984 | 3.839 | 1997 | 2.462 | 2006 | 2.052 |
| 1970 | 3.178 | 1987 | 3.249 | 1998 | 2.673 | 2007 | 1.890 |
| 1972 | 3.516 | 1990 | 2.630 | 2000 | 2.561 | 2008 | 2.157 |